# Hendrik Willem van Marle
Mr. Hendrik Willem van Marle (Deventer, 30 april 1768 − aldaar, 30 juni 1834) was een Nederlands bestuurder.

## Biografie
Van Marle werd geboren als lid van het Nederland's Patriciaatsgeslacht Van Marle en als zoon van mr. Thiman Willem van Marle (1770-1805), ook bestuurder van onder andere Deventer, en Johanna Geertruid van Loghem (1737-1809). In 1795 werd hij secretaris van Deventer. Vervolgens werd hij ook nog burgemeester en wethouder van zijn geboorteplaats. Voorts was hij daar notaris. Hij trouwde in 1797 met Petronella Jacoba Margaretha van der Wijck (1775-1861), lid van de familie Van der Wyck met wie hij twee kinderen kreeg van wie de jongste, gelijknamige zoon ook notaris te Deventer zou worden. Een zoon van die laatste, mr. Hendrik Willem Jacob van Marle (1831-1892) werd lid van de gemeenteraad en wethouder van Deventer en diens broer mr. Hendrik Rudolph van Marle (1832-1906) werd net als zijn grootvader burgemeester van Deventer.
- International Standard Name Identifier: 0000 0003 9271 0351
- Nederlandse Thesaurus van Auteursnamen: 239997905
- Virtual International Authority File: 286809509
- WorldCat: E39PBJcgvGcCmx9K4Bxxc8QKBP